# Баштанська міська територіальна громада
Баштанська міська територіальна громада — територіальна громада в Україні, в Баштанському районі Миколаївської області. Адміністративний центр — місто Баштанка.
Площа громади — 773,85 км², населення — 22 594 мешканці (2018).
Утворена 12 вересня 2016 року шляхом об'єднання Баштанської міської ради та Добренської, Новоіванівської, Новопавлівської, Новосергіївської, Пісківської, Плющівської, Христофорівської, Явкинської сільських рад Баштанського району.

## Населені пункти
До складу громади входять 26 населених пунктів — 1 місто, 1 селище і 24 села:
| Населений пункт | Населення (2015) |
| --------------- | ---------------- |
| Баштанка        | 11940            |
| Добре           | 1573             |
| Новоєгорівка    | 1507             |
| Явкине          | 1144             |
| Христофорівка   | 971              |
| Піски           | 863              |
| Новопавлівка    | 763              |
| Плющівка        | 743              |
| Новосергіївка   | 437              |
| Новоіванівка    | 436              |
| Новогеоргіївка  | 355              |
| Костянтинівка   | 333              |
| Шевченко        | 260              |
| Андріївка       | 258              |
| Зелений Яр      | 166              |
| Сухий Став      | 141              |
| Тарасівка       | 114              |
| Зелений Клин    | 99               |
| Київське        | 93               |
| Шляхове         | 72               |
| Старосолдатське | 56               |
| Зелений Гай     | 49               |
| Горожене        | 23               |
| Трудове         | 21               |
| Новогорожене    | 10               |
| Одрадне         | 7                |